# Vương quốc Gruzia
Vương quốc Gruzia (tiếng Gruzia:  საქართველოს სამეფო), hay còn được biết đến với cái tên Đế quốc Gruzia, là một chế độ quân chủ thời kỳ Trung cổ nổi lên vào khoảng 1008. Thời kỳ vàng của vương quốc này về sức mạnh chính trị và kinh tế kéo dài suốt triều đại của vua Davit IV và nữ hoàng Tamar Đại đế từ thế kỷ 11 đến thế kỷ 13. Trên đỉnh cao của sự thống trị, sự ảnh hưởng của vương quốc này được nối từ phía nam của Ukraina hiện nay đến các tỉnh phía bắc của Iran. Vương quốc này duy trì các quyền sở hữu mang tính chất tôn giáo bên ngoài như Tu viện Thập tự và Iviron. Vương quốc này là tiền thân của Gruzia ngày nay.
Kéo dài đến một số thế kỷ, vương quốc này thất bại trước sự xâm lấn của người Mông Cổ vào thế kỷ 13, nhưng đã cố gắng giành lại chủ quyền vào thập niên 1340. Giai đoạn tiếp theo đó chính là Cái chết Đen cũng như một số lượng lớn các cuộc xâm lược của vua Timur, người đã tàn phá cả kinh tế, dân số và các trung tâm đô thị của vương quốc. Vị trí địa chính trị của Vương quốc Gruzia đã khiến cho tình hình xấu hơn sau sự sụp đổ của Đế quốc Trebizond. Như là kết quả của những quá trình đó, vào cuối thế kỷ 15 Vương quốc Gruzia đã bị rạn nứt. Những cuộc xâm lược của Timur và của người Turk đã dẫn đến sự sụp đổ cuối cùng của vương quốc trở thành vô chính phủ vào năm 1466 và công nhận sự độc lập của các vương quốc khác nhau trong các năm 1490 - 1493.

## Nguồn gốc

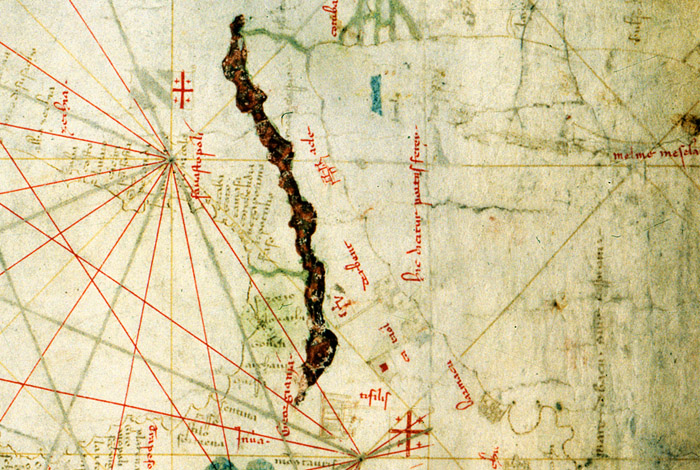
Chi tiết từ một bản đồ hàng hải bởi Angelino Dulcert, mô tả bờ biển gần Biển Đen của Gruzia và Tiflis, 1339

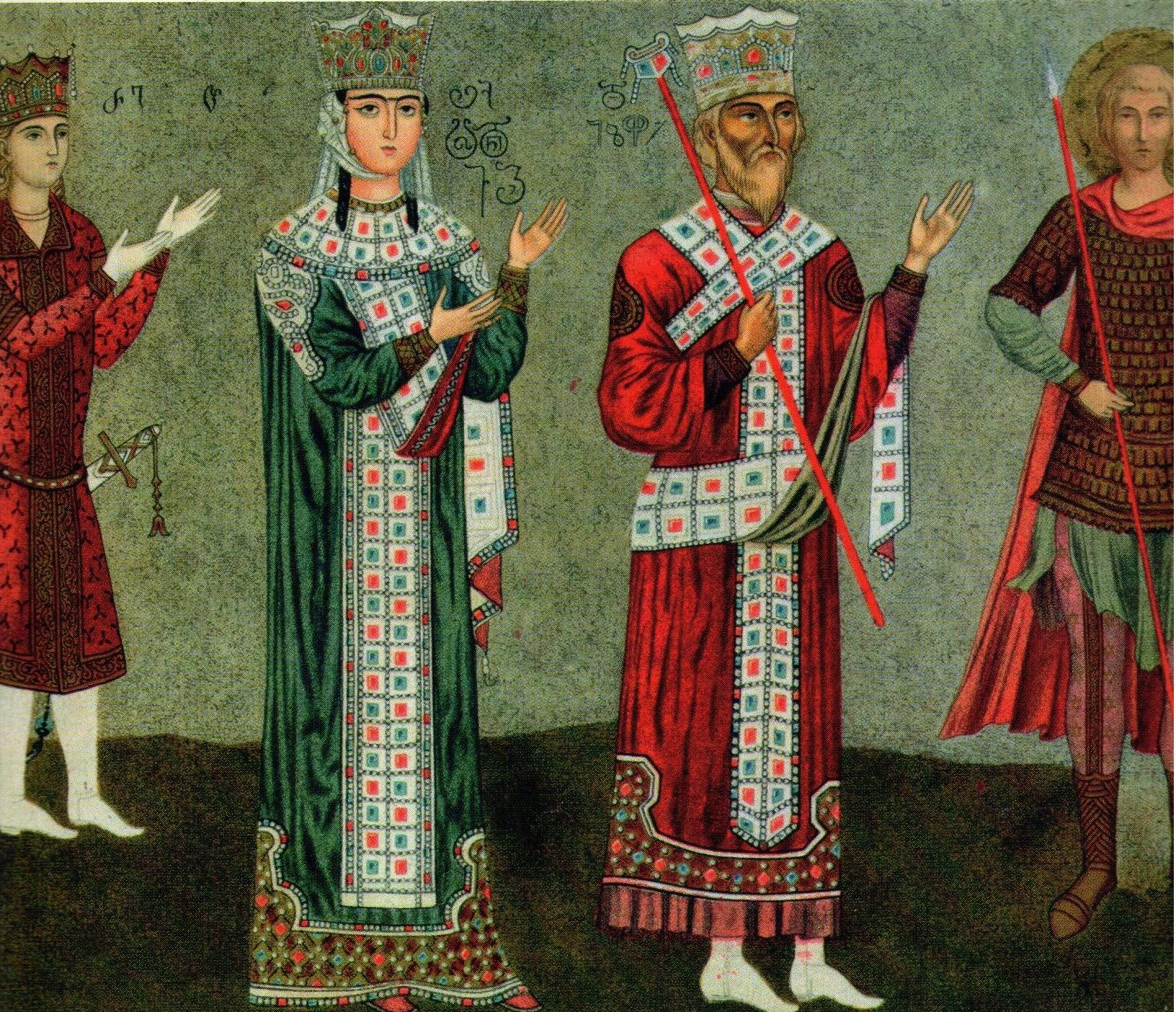
Nữ hoàng Tamar và cha bà Giorgi III (tranh vẽ trên tường từ tu viện Betania)

### Davit IV

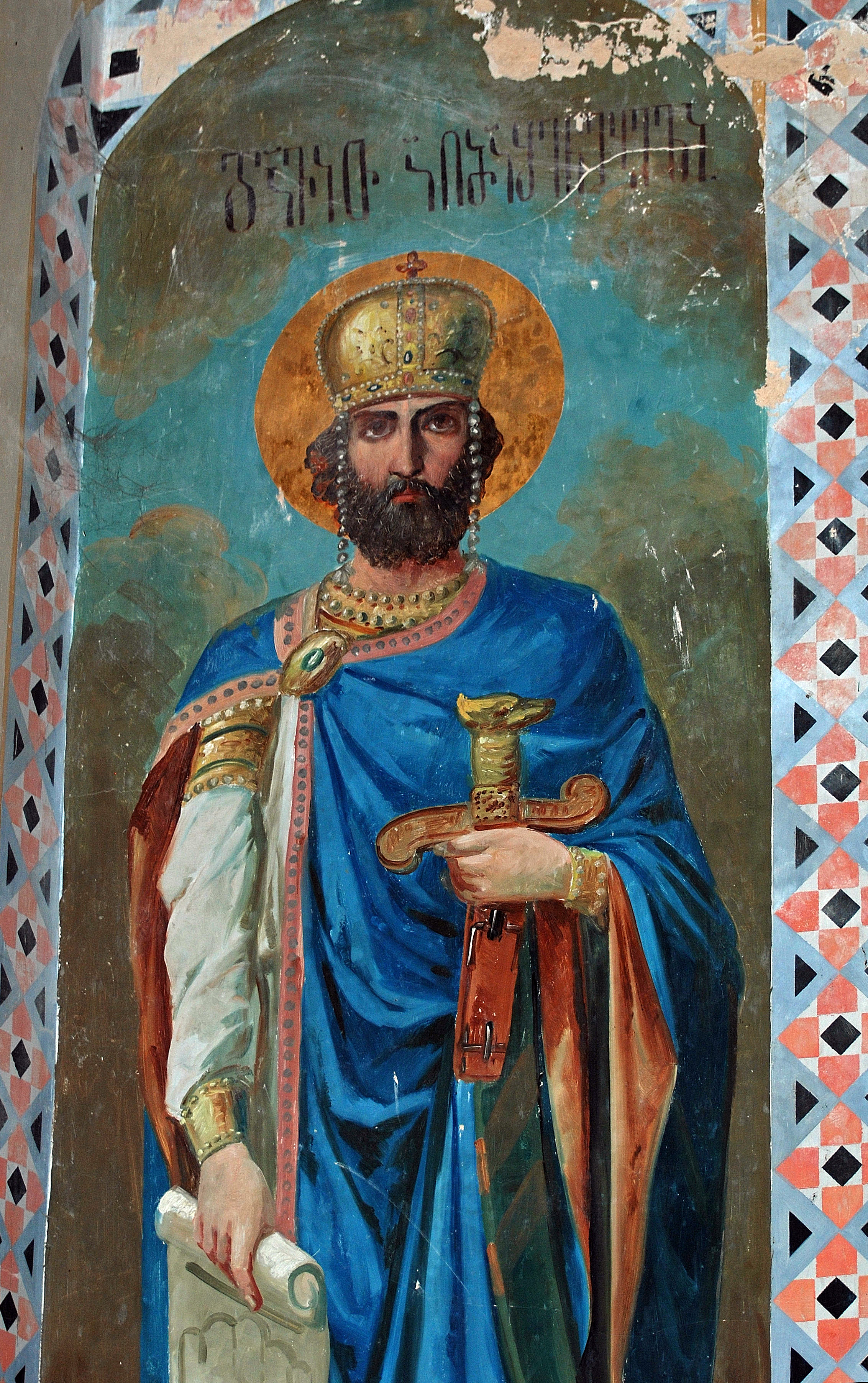
Davit IV Gruzia, bức tranh trên tường tại tu viện Shio-Mgvime

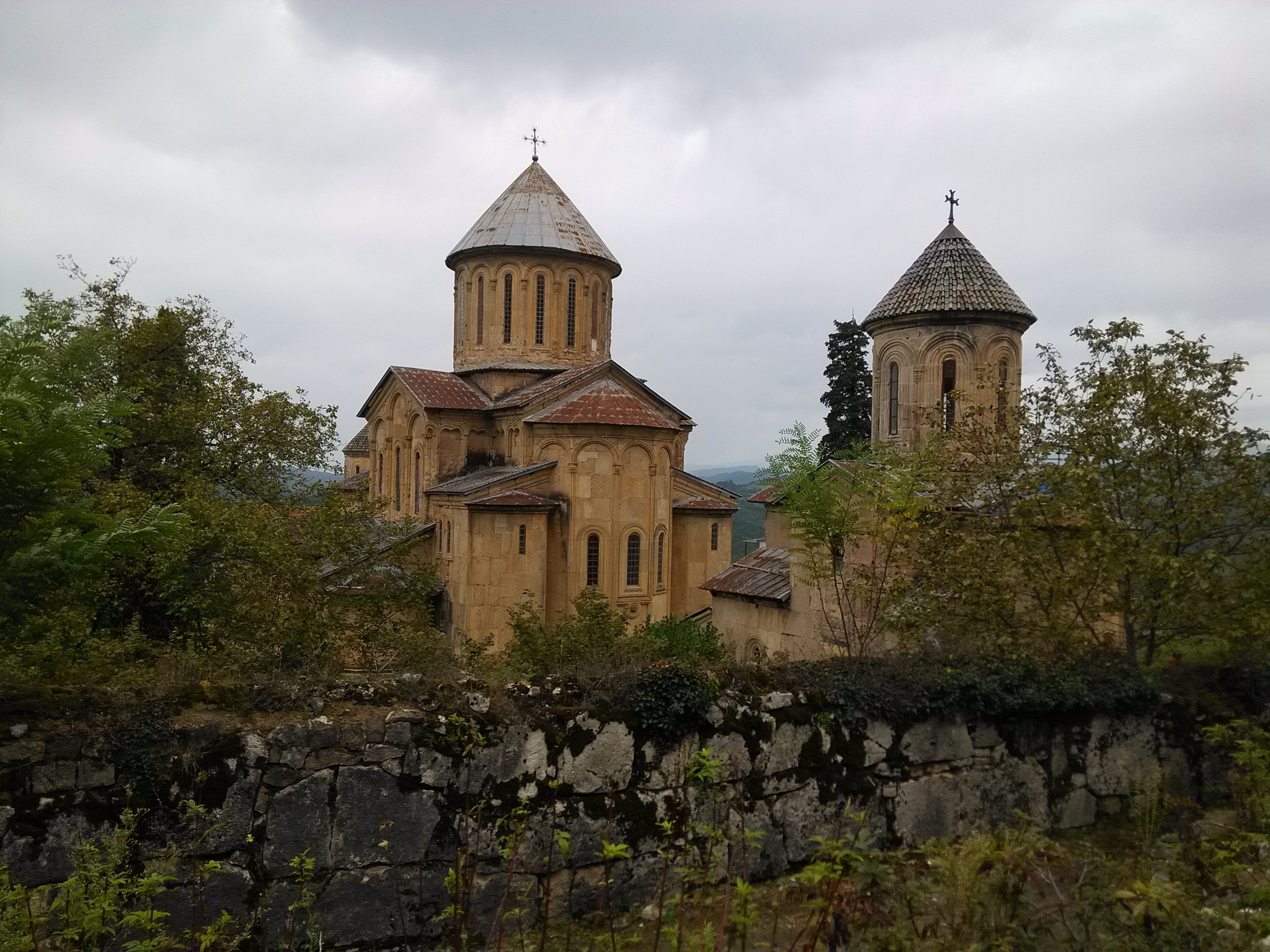
Gelati, a Di sản thế giới của UNESCO

### Thời kỳ trị vì của Demetrius I và Giorgi III

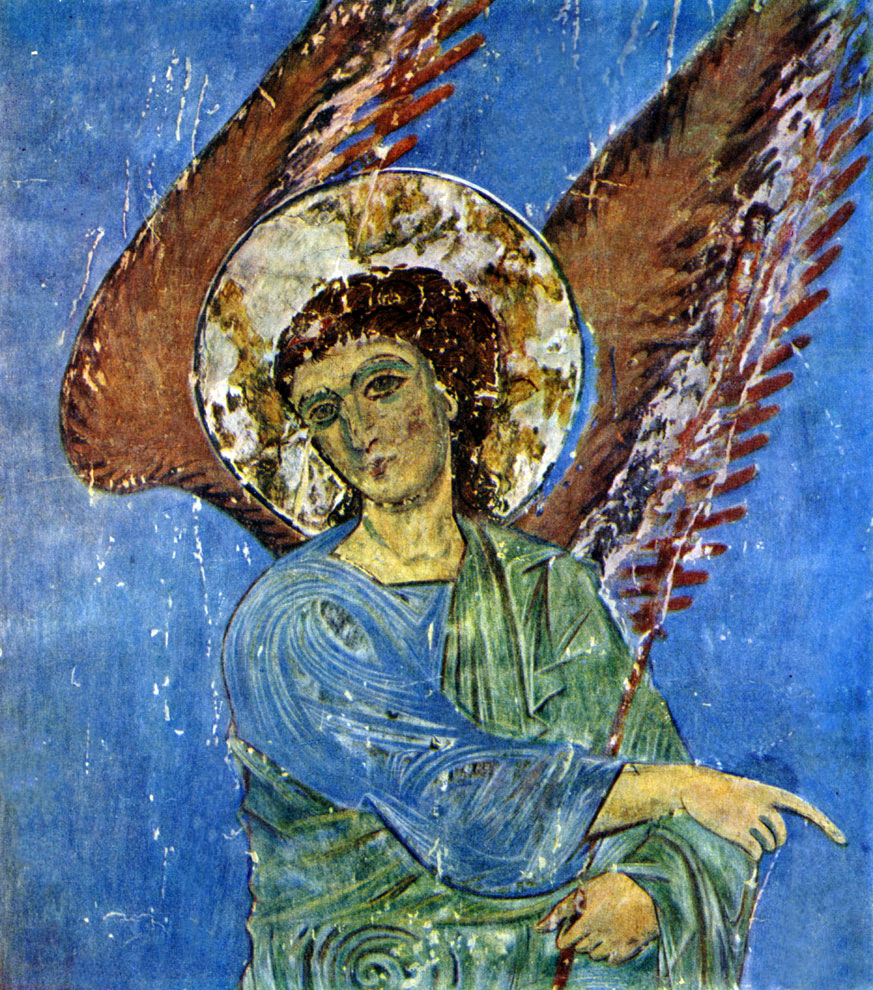
Bồ câu thiên sứ Kintsvisi với màu lam sẫm khó tìm, chứng tỏ sự phong phú tài nguyên của vương quốc

### Thời kỳ trị vì của Nữ hoàng Tamar

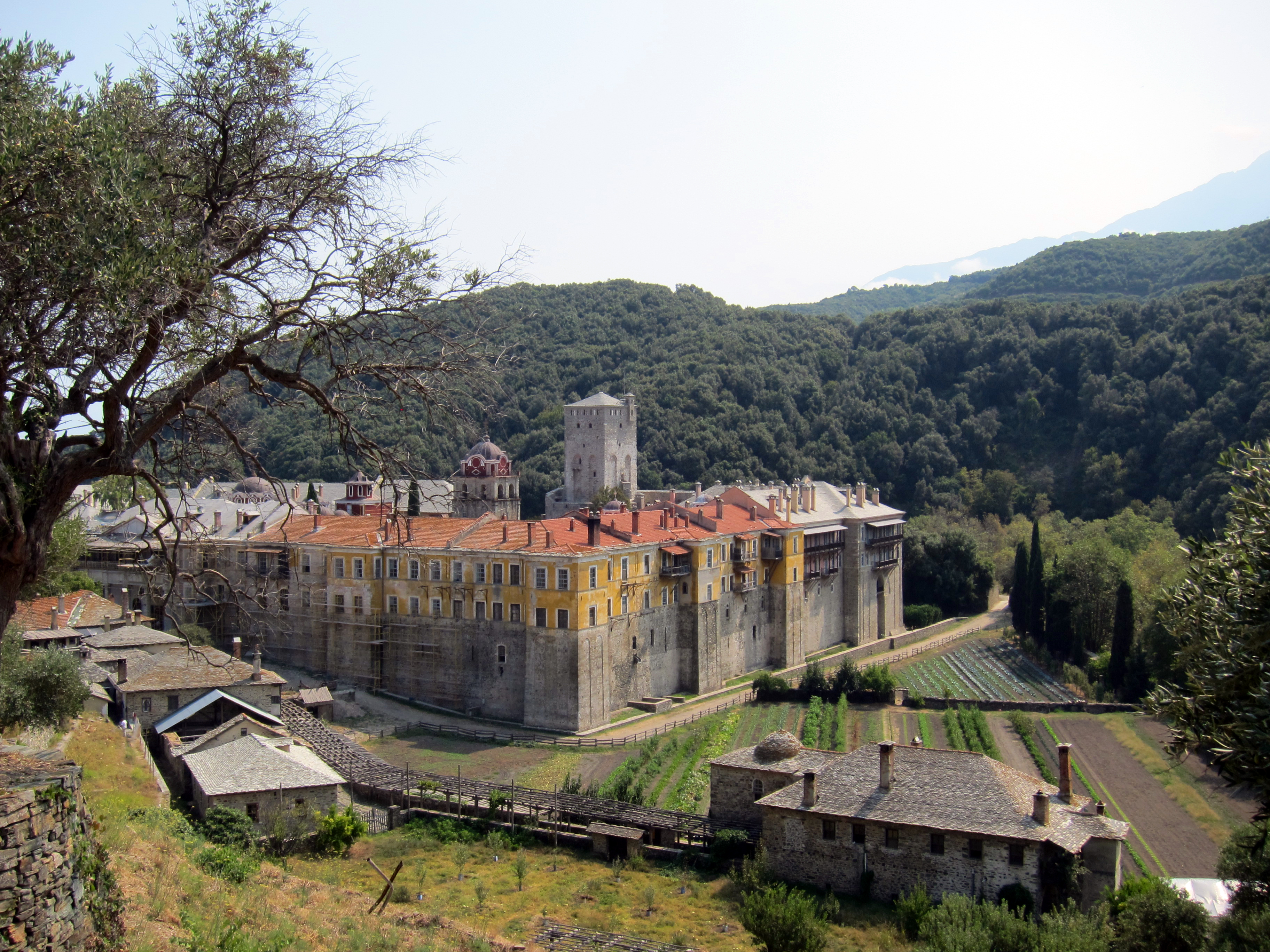
Dưới thời trị vì của Tamar, vương quốc đã bảo trợ nhiều công trình tôn giáo của quốc gia ở nước ngoài như tu viện Iviron

## Sự xâm lược của Mông Cổ

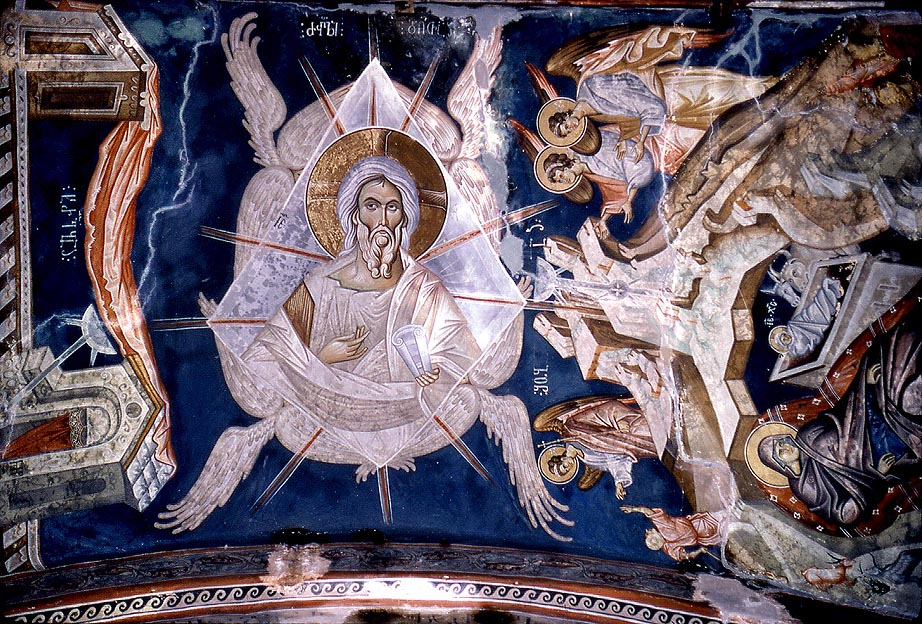
Mặc cho các cuộc chinh phục của người Mông Cổ, Gruzia tiếp tục đạt được những dấu mốc mới về văn hóa, như bức tranh trên tường về Ubisi bởi Damiane.